# ناصرآباد (مشگین‌شهر)
ناصرآباد یک روستا در ایران است که در دهستان مشگین شرقی واقع شده‌است. ناصرآباد ۱۰۳ نفر جمعیت دارد.